# キュリー夫妻
キュリー夫妻とは、ピエール・キュリー（1859年 - 1906年）と、マリヤ・スクウォドフスカ（1867年 - 1934年）夫妻のこと。
物理化学と放射線化学と物性物理学者夫妻。1898年にラジウムの発見をしたがその特許を取得せず無償開放した。1903年、夫妻にはベクレルと共にノーベル物理学賞を受賞。1906年4月6日の交通事故による夫の死去まで、夫妻は、物性物理・放射線化学・物理化学・分子論の領域で世界の最先端にあり、放射線により原子が遷移することを初めて立証した。
1867年ポーランドのワルシャワ出身のマリーは、1891年フランス、パリのソルボンヌ大学に入学した。その4年後にパリ市立工業物理化学高等専門大学 (EPCI) の教員であり、キュリーの原理の発見者である物理学者のピエールに求婚されて結婚した。1895年夫妻は、グラシエール通りのアパルトマンに住み、マリーは、家事のかたわら勉学を続け、大学アグレジェに首席で合格した。1897年長女イレーヌが誕生。マリーは当時鋼鉄の磁化に関する研究をおこなっていた。アンリ・ベクレルが、ウラニウムから放射線を発光することを不可思義に想定していた。マリーは、これにはじめて「放射能」（RADIOACTIVITY）という名を考案した。そこで、ピエール・キュリーは妻の研究と合流し、1898年夫妻は「ピッチブレンドの鉱石のなかに新しい物質が存在する」仮説を立て実験と立証に取り組んだ。そしてピッチブレンドのなかに最初の物質「ポロニウム」を発見。オーストリア政府がウラニウム塩を抽出した残滓1トンを夫妻に提供した。1902年1デシグラムの純粋なラジウムを抽出。その後、夫妻はラジウムの医学への人道的用途を探り、世界の放射線治療の革新的応用を、無償で夫妻は供与した。1903年のノーベル賞の7万フランのみを私有財産とした。窮乏生活を送った極貧の夫妻は、やっとケルマン通りの庭付きの小地所に住めるようになった。だが、1906年4月6日、ピエールは、ドーフィーヌ通りを横断中、足をすべらせ荷馬車に轢かれ死亡した。マリーは、夫がノーベル賞を受賞してやっとソルボンヌ大学教授のポストを得たその教授ポストの後継者として、中断されたピエールの講義を継続することになる。
ピエールの事故の遠因として、もともと彼が重度の体調不良にあったことを指摘し、さらにその体調不良の原因をリューマチあるいは放射線障害とする説がある。マリーも晩年は様々な体調不良を抱えていて、最終的には再生不良性貧血とみられる形で亡くなっているが、この原因を第一次大戦中に多数の負傷兵のレントゲン検査に立合ったことからくる放射線障害とする説が今日有力である。

## 参考
- 『キュリー夫妻 その愛と情熱』（1996年 監督:クロード・ピノトー）